# Bombus robustus
Bombus robustus är ett bi som beskrevs 1854 av Smith. Arten ingår i släktet humlor och familjen långtungebin. Inga underarter finns listade.

## Utseende
Huvudet är mörkt hos honorna, hos hanarna med en blandning av ljusa och mörka hår, speciellt i ansiktet. Mellankroppens ovansida är gul med ett svart band mellan vingfästena. De tre främre tergiterna är gula. Den tredje tergiten har oftast den främre halvan gul, följd av svart och vit päls. Det förekommer dock att hela tergiten är gul. Tergit 4 är i regel vit hos honorna med svarta hår i mitten, men det förekommer att den är nästan helt svart. Hos hanarna är den svart med en inblandning av gula hår på sidorna. Tergit 5 och 6 är vitaktiga hos honorna, medan hanen har en blandning av svart och gult på tergit 5, vitt med en inblandning av svarta hår på tergit 6, och tergit 7 vit med en del gula hår. Undersidan är i huvudsak svart. Färgteckningen är dock variabel. Drottningen är omkring 20 mm lång, och med en längd på framvingen på omkring 18 mm. Arbetarnas längd varierar kraftigt, från 9 till 18 mm, med en genomsnittlig längd på 13 mm, och med  en ungefärlig längd på framvingen på 13 mm, medan hanarna blir omkring 15 mm långa, med en längd på framvingen på omkring 14 mm.

## Utbredning
Utbredningsområdet omfattar Colombia (Distrito Capital samt departementen Cundinamarca, Magdalena, Meta, Nariño och Putumayo), Ecuador (provinserna Azuay, Manabi, Pichincha och Tungurahua) samt Venezuela (delstaten Mérida).

## Ekologi
Humlan är en bergsart, som förekommer på höjder mellan 750 och 3 700 m. Arten är dåligt känd. Det enda säkert fastställda habitatet utgörs av gräsmarker, där humlan har konstaterats besöka växter som korgblommiga växter (släktet Espeletia), snyltrotsväxter (släktet målarborstar) och potatisväxter (släktet skattor). Individer från alla kasterna (drottningar, arbetare och hanar) har observerats året om.

## Status och hot
På grund av det dåliga kunskapsläget har Internationella naturvårdsunionen (IUCN) klassificerat arten under kunskapsbrist (DD). Arten är dock, troligtvis naturligt, sällsynt, och IUCN listar habitatförlust till följd av uppodling av områdena där arten lever som ett möjligt hot.